# Янгишар
Уезд Шулэ (кит. упр. 疏勒县, пиньинь Shūlè xiàn) или Кашгарский новый город (уйг. قەشقەر يېڭىشەھەر ناھىيىسى‎, Қәшқәр Йеңишәһәр наһийиси) — уезд округа Кашгар Синьцзян-Уйгурского автономного района Китая.

## Население
Среди жителей уезда есть носители айнийского языка (диалекта уйгурского).

## История
В древности эти места входили в состав государства Шулэ (疏勒). По сведениям Хань шу: 1510 семей, 18 647 человек, 2000 воинов. Китайская администрация 8 чиновникв и 2 переводчика. Много рынков.
Когда эти земли были завоёваны империей Цин, то в 1762 году здесь была построена крепость Лайнин (徕宁城), которая была разрушена в 1826 году. В 1828 году была построена новая крепость на месте бывшей уйгурской деревни, в которой разместились войска и административные органы. Новую крепость стали называть «Новым городом» или «Китайским городом», а старую — «Старым городом» или «Уйгурским городом»; официальным названием новой крепости было «Хуэйу» (恢武), старую же называли Токчак (Токсак).
В 1884 году была образована административная единица «Кашгарский регион» (喀什噶尔道), а в её составе — Непосредственно управляемая область Шулэ (疏勒直隶州). В 1902 году Непосредственно управляемая область Шулэ была поднята в статусе до Шулэской управы (疏勒府). После Синьхайской революции в Китае была проведена реформа структуры административного деления, в ходе которой управы были упразднены, и в 1913 году Шулэская управа была преобразована в Уезд Шулэ.

## Административное деление
Уезд Шулэ делится на 3 посёлка и 12 волостей.

## Транспорт
- Годао 315 (Синин — Кашгар)